# Hevea brasiliensis

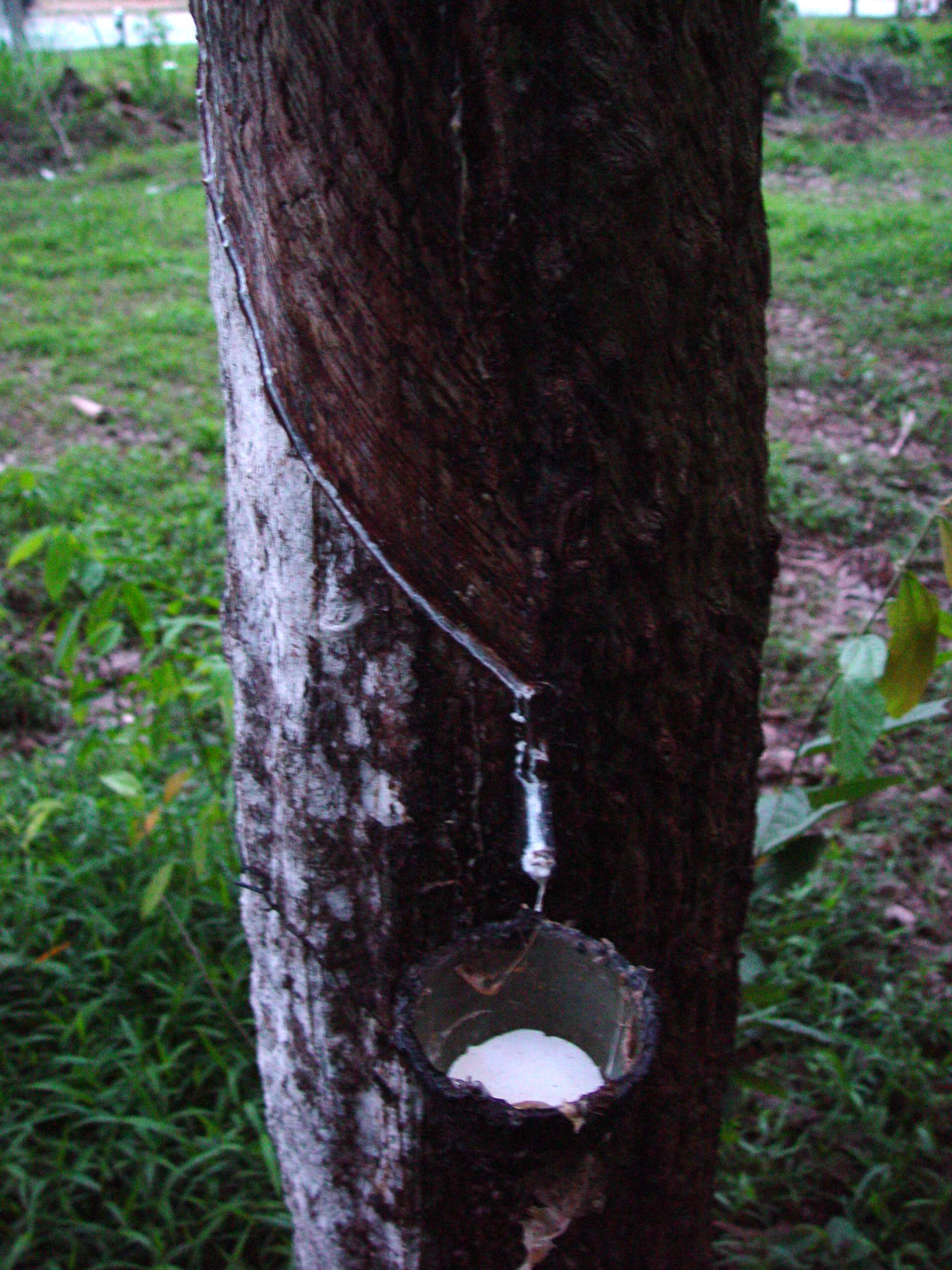
Árbol destilando látex.

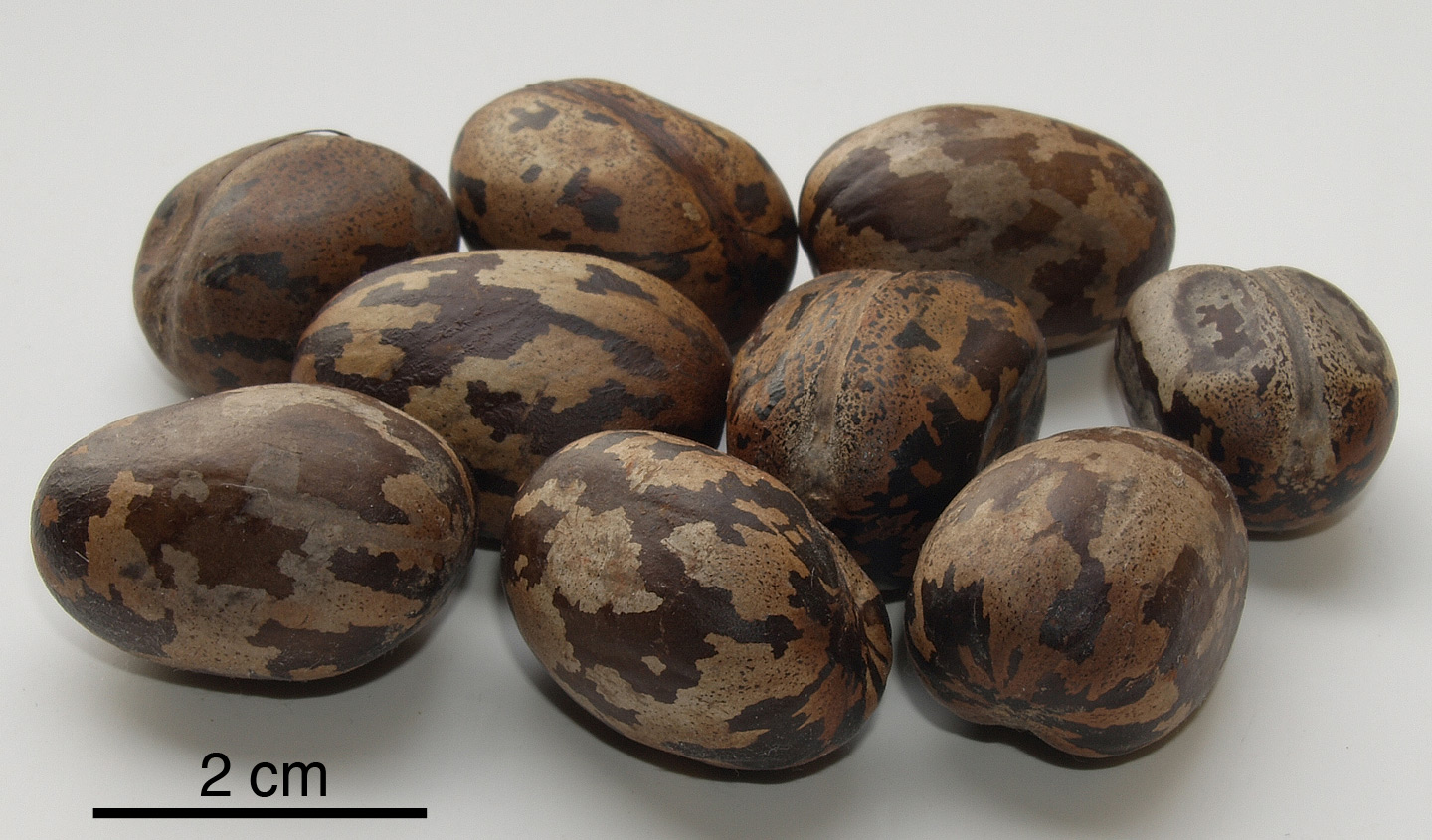
Semillas.

Hevea brasiliensis, llamado comúnmente árbol del caucho, jacio del Orinoco, shiringa o seringueira (del portugués), es un árbol de la familia de las euforbiáceas de 20 a 30 m de altura (excepcionalmente 45 m). El tronco es recto y cilíndrico de 30 a 60 cm de diámetro, de madera blanca y liviana. Sus hojas son compuestas trifoliadas, alternas, de 16 cm de longitud, por 6 a 7 cm de ancho; deja caer parcialmente las hojas durante la estación seca, antes de lo cual las hojas de la copa del árbol se tornan de color rojizo. Las flores son pequeñas y reunidas en amplias panículas. Frutos: produce desde los 4 años, cada uno de los cuales es una gran cápsula de 4 cm de diámetro que se abre en valvas, con semillas ricas en aceite.
Su látex es blanco o amarillento y abundante hasta los 25 años de edad del árbol. De él se fabrica el caucho, después de "sangrar" el tronco mediante incisiones angulares en V. Este látex contiene 30 a 36% de hidrocarburo del caucho, 0,5% de cenizas, 1,5% de proteínas, 2% de resina y 0,5% de quebrachitol. El caucho también puede obtenerse del látex de otros árboles del género Hevea (v.g. H. guianensis Aubl. 1775 y H. pauciflora Müll.Arg. 1865).
Este árbol es originario de la cuenca hidrográfica del río Amazonas, donde existía en abundancia y con exclusividad, características que generaron el auge o fiebre del caucho, periodo de la historia sudamericana de mucha riqueza y pujanza para empresarios que se asentaron en la región amazónica y a la vez de desastre para la población indígena que sufrió exterminios y esclavitud, hasta que los ingleses se apoderaron del lucrativo negocio, al sacar el botánico Henry A. Wickham ilegalmente de Brasil semillas de este árbol, en 1876, para establecer plantaciones en Malasia, Birmania, Ceilán y África subsahariana. Hacia 1914 la cantidad de caucho obtenido de plantaciones ya superaba la extraída de árboles silvestres.
El trabajador que extrae el látex de caucho es llamado cauchero.
La posesión de las áreas naturalmente ricas en Hevea existentes en la entonces zona del Acre provocó a inicios de siglo XX la Guerra del Acre entre Bolivia, Brasil, Colombia e incluso Perú.

## Sinonimia
- Caoutchoua J.F.Gmel.
- Micrandra  Benn. & R.Br.
- Siphonanthus Schreb. ex Baill.
- Siphonia D.Richard ex Schreb.
- Siphopnicna F.Jansen ex Schreb.